# تربت جام
تُربَتِ جام () یا تُربَتِ شیخ جام (؛ به‌معنای: آرامگاه شیخ احمد جامی) با نام تاریخی بوژگان () مرکز شهرستان  تربت جام یکی از شهرستان‌های استان خراسان رضوی است، که هم‌مرز با افغانستان می‌باشد. تربت شیخ احمد جام یکی از مکان‌های تاریخی است که در این شهر قرار دارد. این شهر در دامنه‌های شرقی رشته‌کوه کوهسرخ قرار دارد.

## ریشه نام
تربت جام از روزگار باستان تاکنون به نام‌های گوناگونی چون پوژگان، بوزگان، بوزیگان، بوزجان، پوچکان، زام، سام، جام، تربت شیخ جام و تربت جام خوانده شده است. شهری باستانی به نام پوژگان از سده ۳ پ. م تا سده ۲ هـ. ق، در کنار شهر کنونی وجود داشته که ظاهراً در اثر زلزله از بین رفته است. شهر کنونی از حدود سده ۳ هـ. ق، ایجاد شده و اندک اندک گسترش یافته است. این شهر پس از بازسازی و آبادی دوباره، «بوزجان» یا «پوچکان» نامیده شده و کرسی ناحیه جام، (به گویش شمالی قهستان) گردیده است. اصطلاح پوژگان به دلیل وجود نداشتن حروف «پ»، «ژ» و «گ» در زبان عربی به بوزجان تغییر نام پیدا کرده است.

## تاریخ شهر
تربت جام از روزگاران کهن از جایگاه ویژه‌ای برخوردار بوده است. اهمیت تاریخی، اجتماعی، فرهنگی و بازرگانی آن، از سده ۳–۴ هـ. ق، نمایان گشته، و در زمان زندگی شیخ احمد جام (۴۴–۵۳۶ هـ. ق) یعنی سده‌های ۵ و ۶ ه‍. ق، شکوفا شده است. تربت جام در سده‌های ۷ و ۸ هـ. ق، هم‌زمان با یورش مغول‌ها و تیمور لنگ مورد تجاوز قرار گرفتند و آسیب زیادی دید. تربت جام در اواخر دوران صفوی و در زمان آخرین شاه صفوی شاه سلطان حسین صفوی (۱۱۰۵–۱۱۳۵ هـ. ق) موردهجوم ازبک‌ها و افغان‌ها به مرزهای شرقی ایران گردید که از جمله به ناحیه تربت جام، دست‌اندازی کردند. سرانجام سرداری از شرق ایران، به نام نادر قلی افشار برخاست و افغان‌ها را از ایران راند و خود در ۱۱۴۸ هـ. ق، پادشاه ایران شد. در زمان نادرشاه افشار، ایران بار دیگر توانمند شد و نه تنها مرزهای شرقی آن، از یورش ازبک‌ها، افغان‌ها و ترکمن‌ها در امان ماند، بلکه به سال ۱۱۵۳ هـ. ق / ۱۷۴۰ م، آن سوی رود جیحون یا آمودریا و قلمرو ازبک‌ها، یعنی خوارزم و بخارا هم مطیع نادر شاه و حکومت ایران شد. با درگذشت نادر شاه در سال ۱۱۶۰ هـ. ق، بار دیگر ناآرامی در خراسان آغاز گشت و تا اوایل سده ۱۳ هـ. ق، ادامه یافت.
کریم خان زند، که در شیراز بر ایران حکومت می‌کرد، به احترام نادر شاه افشار، خراسان را هم چنان در دست فرزندان نادرشاه باقی گذاشت. بعدها آقا محمد خان قاجار خراسان، از جمله تربت جام را، در ۱۲۱۰ هـ. ق گشود. فتحعلی شاه قاجار (۱۲۱۲–۱۲۵۰ هـ. ق) حقوق متحدان نخستین خویش، یعنی ترکمن‌ها که برای دستیابی به حکومت ایران، به قاجاریه کمک کرده بودند، نادیده گرفت و در نتیجه سرکشی ترکمان‌ها آغاز شد و در دوران ناصرالدین شاه (۱۲۶۴ – ۱۳۱۳ هـ. ق) شدت یافت و یکی از شوم‌ترین دوران‌های تاریخی را برای مردم خراسان، از جمله ناحیه تربت جام و دیگر شهرهای خراسان شرقی، پدیدآورد.
استان تاریخی جام یا زام در شرق ولایت زاوه و شمال شرقی قهستان نزدیک به رودخانه هرات قرار داشت که کرسی آن در سده چهارم شهر بوژگان بود. بوژگان شهری بزرگ و دارای صد و هشتاد دهکده بود. ایرانیان آن را بوژگان می‌گفتند و در زمان‌های گذشته آن را پوچکان نیز می‌نوشتند.

دربارهٔ جام حمدالله مستوفی در سده هشتم گوید:
غریب دویست پاره از توابع آنجاست. باغستان بسیار و میوه بیشمار دارد و آب شهر و ولایت مجموع از قنوات است و از مزار اکابر تربت ژنده‌پیل احمد جام آنجاست و در آنجا عمارتی و گنبدی عالی خواجه علاء الدین محمد ساخته و دیگر مزارات متبرکه بسیار است.
ابن بطوطه گوید
معروفترین اولیاء آن شهر ولی زاهد شهاب الدین احمد جامی است که اولاد و احفاد وی در حول و حوش آنجا دارای ضیاع و عقار هستند. احمد جامی آنچنان شهرت داشت که در پایان سده هشتم امیر تیمور قبر وی را زیارت نمود. امروز آن شهر که هنوز آبادی و رونق خود را از کف نداده معروف است به شیخ جام.

## فرهنگ
غذاهای محلی: قروت بادمجان، خلویک، اشکنه تخم مرغ، قلور شیر یا بلغور شیر، قلور تروش یا کشک زرد. که امروزه توسط عده ای ازمحققین وفرهنگ دوستان جام دوباره مورد بحث و صحبت و حمایت در شهر شده است.
بیشتر مردم این شهر فارسی‌زبانان تشکیل می‌دهند؛ و به فارسی با گویش تربتی سخن می‌گویند. این شهرستان از شمال به صالح‌آباد، از غرب به شهرستان‌های فریمان، مشهد و زاوه، از جنوب به شهرستان‌های تایباد و باخرز و از شرق به ترکمنستان محدود است. بیش از۹۵ درصد مردم این شهر فارس هستند و الباقی آن را اقوام مختلفی در تربت‌جام تشکیل می‌دهند همچون عرب‌ها زابلی‌ها ترکهای موری و ترکمن‌ها که از مهم‌ترین آن‌ها هستند و همچنین اقوامی با نام کاسبها، که با نام‌هایی همچون جت‌ها شناخته می‌شوند که بگفته خود آن‌ها از کلمه (جت) در مورد خطاب قرار دادن آن‌ها دلخور می‌شوند که البته این اقوام در تمام کشور و حتی تمام دنیا پراکنده هستند که با نام‌هایی همچون، کولی‌ها یا قربتها و کاسبهای فیوجی یاد می‌شوند که نزدیک به یک سده می‌شود که از سکنی در چادر به خانه نشینی روی آورده و هم‌اکنون درنصرآبادبالاجام رباط سمنگان جعفرآباد مؤمن آبادبالاجام قسمتهایی ازمحمودآباد. وبسیاری ازروستاهای باخرز زندگی میکنندوهمچنین در محله‌هایی همچون کوچه رنجبر، فلکه شهید مهایی، کوچه کاسبها، و انتهای خیابان کشتارگاه قدیم زندگی می‌کنند. در دهه ۵۰ و ۶۰ شمسی به واسطه جنگ و بحران‌های داخلی در کشور افغانستان شمار بسیاری زیادی از شهروندان افغانی در تربت جام سکنی گزیدند، به گونه‌ای که این شهر و نواحی اطرافش شاهد رشد فزاینده‌ای شد. که پس از پایان جنگ افغانستان و شوروی همه آن‌ها به کشورشان بازگردانده شدن.

### جمعیت
بر پایه سرشماری عمومی نفوس و مسکن در سال ۱۳۹۵ جمعیت این شهر ۱۰۰٬۴۴۹ نفر (در ۲۷٬۱۵۶ خانوار) بوده است.

### موسیقی
موسیقی تربت‌جام قدمت و پیشینه‌ای طولانی در فرهنگ ایران دارد. دوتار مهم‌ترین و رایجترین ساز در میان مردم تربت‌جام است که آن را به مهارت تمام می‌نوازند. موسیقی این دیار برخاسته از دل آیین‌ها و آداب و رسومی است که هزاران سال قدمت دارد. از مشهورترین مقام‌های موسیقی تربت‌جام می‌توان به این موارد اشاره کرد: مقام الله، نوایی، اشترخجو، سبز پری، کبک زری، سرحدی و جمشیدی. از دوتار نوازان برجسته تربت‌جام می‌توان به نظر محمد سلیمانی، حسین سمندری، عبدالله سروراحمدی، حسین جوهریان، ذوالفقار عسگری‌پور (عسگریان)، و عزیز تنها اشاره کرد. غلام‌علی پورعطایی، نورمحمد درپور و غلامحسین غفاری از نوازندگان و خوانندگان مشهور موسیقی تربت جام هستند. موسیقی این دیار برخاسته از دل آیینها و آداب و رسومی است که هزاران سال قدمت دارد. منظومه خوانی، شاهد خوانی، اضحی خوانی، صلوات خوانی، موسیقی سفر، لالایی مادران، موسیقی آموزشی، مناجات، نعت، منقبت و فضیلت خوانی از شاخه‌های موسیقی آوازی در تربت جام است. دوبیتی خوانی نیز در موسیقی تربت جام بسیار رایج است که خود شامل دوبیتی‌های عاشقانه، هجرانی، حکمی، عارفانه و … می‌شود.

### رقص محلی
رقص‌های محلی زیادی در فرهنگ مردم تربت‌جام وجود دارد، اما چهار نوع رایج تر است:
- رقص هتن یا هتم: به معنی کرانه‌های کوه یا شیربیشه و نوعی سماع عارفانه است.[۷] که در آن افراد دایره‌ای درست می‌کنند و در حال گردش پاهای خود را به زمین می‌کوبند. به تدریج به رقص خود سرعت می‌دهند و در حال چرخیدن دست‌های خود را به هم می‌کوبند و دایره را کوچک‌تر می‌کنند.[۸]
- هپل بازی: این رقص به این صورت انجام می‌شود که یک‌نفر در درون دایره به انجام حرکاتی مشغول می‌شود و بقیه نیز از او تبعیت می‌کنند.
- چوب بازی: این رقص شاید نمونه‌ای از شمشیربازی‌های ایران باستان باشد و در آن دو نفر به صورت دایره‌ای می‌چرخند و دو چوب در دست دارند و نفر اول چوب‌های خود را به چوب‌های نفر دوم می‌زند و هر که چوبش شکسته شود، از دایره بیرون می‌رود. از چوب‌بازان و هنرمندان رقص محلی تربت‌جام می‌توان به فاروق کیانی اشاره کرد. ومحققین ونویسندگانی همچون احمدصابری نویسنده کتاب جام نامه نام برد

### صنایع دستی
صنایع دستی شهرستان تربت جام را، جق دوزی، قالی‌بافی، قالیچه‌بافی،  کرباس‌بافی،  حوله بافی  پلاس‌بافی، جوالبافی، بافتن دستمال و چادرشب و ظروف سفالین تشکیل می‌دهد. از روزگار کهن صنعت قالی بافی در این شهرستان رواج داشته است و جنبه صادراتی دارد. دار قالی‌ها معمولاً در خانه‌ها برپا می‌شود و کارگاه‌های قالی بافی نیز در این شهرستان به فراوانی وجود دارند. قالی‌ها با طرح قالی مشهد در رنگ‌های لاکی، قرمز دانه و قهوه‌ای نیز به بازار عرضه می‌شود. آرامگاه شیخ جام، پل خاتون، مسجد نور روستای بزد کوه پلنگ آبه بزد، تپه جهانگیر آباد، تپه سراب، تپه شور قلعه، تپه صدر آباد، تپه طلایی، تپه قشه توت، تپه گرماب، تپه گلارچه، تپه گنج‌آباد، خواجه حسام، قلعه استای، قلعه زور آباد، قلعه فیض آباد، قلعه گبری، قلعه گوش لاغر، قنقر، کاریز دیوان، گلار صارم و مسجد خواجه عزیزالله مکان‌های دیدنی و تاریخی این منطقه را تشکیل می‌دهند.

## کشاورزی
تربت جام قطب تولید محصولات کشاورزی در شرق ایران است به گونه‌ای که بیشترین جمعیت افراد شاغل در این حوزه را در میان سایر شهرستان‌های استان خراسان رضوی دارد. با این وجود در سال‌های اخیر به دلیل عدم استفاده پایدار از منابع آبی موجود و کشت بی‌رویه و غیراصولی در کنار بحران خشکسالی و کاهش بارندگی، کشاورزی و اشتغال مبتنی بر آن با چالش‌های عدیده‌ای مواجه گشته است. در تربت جام در حالی بیش از ۹۰ درصد آب مصرفی در بخش کشاورزی مصرف می‌شود که نزدیک به ۹۲ درصد این آب از منابع زیر زمینی تأمین می‌گردد. در حالی این شهرستان رتبه اول تولید محصولاتی نظیر خربزه، زعفران جو، گندم و بسیاری از صیفی جات را در سطح استان خراسان دارد که منابع آبی آن بیش از پیش رو به اتمام است. با این وجود بسیاری از کشاورزان خرده‌کار به سمت تغییر در الگوهای کشت، با هدف افزایش بهره‌وری رفته‌اند. امروزه کشت زعفران، و پسته در مناطق مختلف تربت جام رو به افزایش است به گونه‌ای که این ناحیه تبدیل به یکی از قطب‌های تولید زعفران در کشور شده است. ترنجبین یا گزانگبین از دیگر محصولاتی کشاورزی است که بومی این منطقه بوده و شهرت جهانی دارد. 

## صنعت
در گذشته تنها چند کارخانه با تولید محدود در زمینه مواد غذایی در کنار کارخانه قند و آرد در بخش صنعت تربت جام وجود داشته است، لیکن در سال‌های اخیر با گسترش شهرک‌های صنعتی و استقرار صنایع مادر نظیر کارخانه سیمان و فراوری سیلیس چشم‌انداز صنعتی در این شهرستان روشن به نظر می‌رسد. با این وجود به دلیل استقرار این صنایع در مناطق گردشگری و نزدیکی به مناطق مسکونی حضور آن‌ها با مخاطرات زیست‌محیطی همراه بوده است.

## آموزش عالی
هم‌اکنون در تربت جام دو مرکز آموزش عالی دولتی استقرار یافته است، دانشکده پزشکی تربت جام و مجتمع آموزش عالی تربت جام. همچنین دانشگاه‌های آزاد اسلامی و پیام نور و دانشگاه فنی مهندسی مؤسسه آموزش عالی وحدت

## ره‌آورد
خربزه معروف‌ترین سوغات و ارمغان تربت‌جام است.که بعنوان خربزه مشهدی از آن یاد می شود.
زعفران را نیز در چند سال اخیر
می‌توان به یکی دیگر از سوغاتی‌های تربت جام افزود. که بعنوان یکی از قطب های خراسان میتوان ازآن یاد کرد. از دیگر سوغات‌های تربت جام می‌توان به حوله‌های دستبافت پارچه‌ای، و کشک زرد یاد کرد.

## جایگاه جغرافیایی
شهرستان تربت‌جام واقع بر گستره جغرافیایی شرق خراسان رضوی از نظر موقعیت بین مدارهای ۶۰ درجه و ۱۵ درجه و ۳۰ دقیقه عرض شمالی و ۳۴ درجه و ۳۵ دقیقه تا ۳۵ درجه و ۴۷ دقیقه طول شرقی قرار گرفته است. مساحت تقریبی این شهرستان ۸۱۶۶ کیلومتر مربع و ارتفاع آن از سطح دریا به‌طور متوسط ۹۲۸ متر است.